# Bordelum Sogn
Bordelum Sogn (på tysk Kirchspiel Bordelum) er et sogn i det vestlige Sydslesvig, tidligere i Nørre Gøs Herred (≈ Bredsted Landskab, Bredsted Amt, indtil 1785 under Flensborg Amt), nu i Bordelum Kommune i Nordfrislands Kreds i delstaten Slesvig-Holsten. 
I Bordelum Sogn findes flg. stednavne:
- Adebøl (Addebüll)
- Bordelum (delt i Vester og Øster Bordelum)
- Bordelumhede (Bordelumer Heide)
- Byttebøl (Büttjebüll)
- Dørpum (Dörpum)
- Dørpumhede
- Ebøl (Ebüll)
- Lund
- Ny Sterdebøl Kog  (oktrojeret kog, Sterdebüller Neuer Koog)
- Ophusum (Uphusum)
- Sterdebøl (Sterdebüll)
- Stolbjerg (Stollberg)